# Nhóm ngôn ngữ Lechite
Nhóm ngôn ngữ Lechite (hoặc Lekhite) là một nhóm ngôn ngữ bao gồm tiếng Ba Lan và một số ngôn ngữ và phương ngữ khác ban đầu được nói trong khu vực. Đây là một trong ba nhánh của nhóm ngôn ngữ Slav Tây lớn hơn; các nhánh khác của nhóm này là nhóm ngôn ngữ Séc-Slovak và nhóm ngôn ngữ Sorb.

## Ngôn ngữ

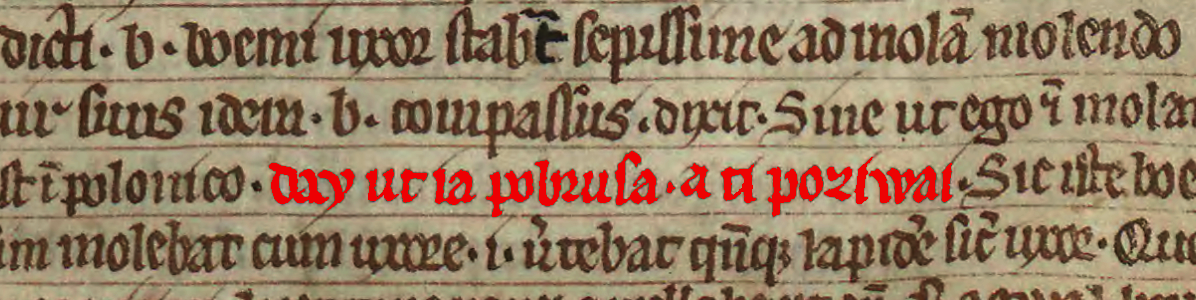
Sách Henryków, chứa những gì được cho là câu viết đầu tiên của tiếng Ba Lan

Nhóm ngôn ngữ Lechite gồm:
- Tiếng Ba Lan
- Tiếng Kashubia
- Tiếng Silesia
- Tiếng Slovincia
- Tiếng Polabia

## Từ nguyên
Thuật ngữ Lechite được đặt cho cả các ngôn ngữ của nhóm này và cho những người Slav nói những ngôn ngữ này (được gọi là người Lechite). Thuật ngữ này liên quan đến tên của tổ phụ huyền thoại người Ba Lan Lech và tên Lechia mà trước đây Ba Lan đôi khi được biết đến.